# Едвард Блор
Едвард Блор (енгл. Edward Blore; Дарби, 13. септембар 1787 — Лондон, 4. септембра 1879) био је британски пејзажни и архитектонски уметник, архитекта и антиквар из 19. века (викторијански и превикторијански).

## Биографија
Рођен је у Дарбију, 13. септембра 1787. године као син антикварског писца Томаса Блора.
Блор је најпознатији по перформанси нацрта Бакингамске палате за Џона Неша. Године 1847, вратио се палати и дизајнирао је велику фасаду која гледа на шеталиште. Радио је и на Ламбетском дворцу и Сент Џејмсовој палати у Лондону, као и на великом броју других пројеката у Енглеској и Шкотској, међу којима је и рестаурација Солсберске куле замка Виндзор.
Његов пријатељ Волтер Скот, показивао је велики интерес за баронску архитектуру шкотских замака. Ово је навело кнеза Михаила Семјоновича Воронцова да га позове да гради његов Воронцовски дворац у Алупки, на Криму. Овај дворац је изграђен у периоду од 1828. до 1846. године са комбинацијом стилова, од неоготског, па до неомаваританског стила.
Као признати архитекта, Блор је био ангажован у многобројним пројектима Британске империје. Ту се убрајају Владин дом у Сиднеју, у Аустралији, који је пројектовао око 1870. године. Овакви пројекти су били необични и приказивали су авантуристичку страну Блорових дела. Године 1841, био је изабран за члана Краљевског друштва.
Преминуо је 4. септембра 1879. године Манчестер тргу 4 у Лондону, а сахрањен је у Хајгејт гробљу, у Хајгејту. Подучавао је архитекте Филипа Чарлса Хардвика и Фредерика Марабла.

## Ученици
- Хенри Клатон

## Зграде
- Воронцовски дворац
- Бакингемска палата
- Сент Џејмска палата (преправке)
- Вестминстерска опатија - Хор и параван
- Бедфордско савремено училиште (1834—1974, now the Harpur Centre facade)
- Ламбетски дворац